# Radkovice u Budče
Radkovice u Budče település Csehországban, a Třebíči járásban. Radkovice u Budče Meziříčko, Lomy, Knínice, Krasonice és Štěpkov településekkel határos. Lakosainak száma 156 fő (2024. január 1.).

## Népesség
A település lakosságának változását az alábbi diagram mutatja:
| Lakosok száma | 270  | 226  | 260  | 180  | 166  | 151  | 157  | 149  | 137  | 156  |
|               | 1869 | 1900 | 1921 | 1961 | 1980 | 2011 | 2016 | 2019 | 2021 | 2024 |